# Brightblack Morning Light
Brightblack Morning Light - (dawniej Brightblack) – amerykańska grupa muzyczna z Nowego Meksyku powstała w 2002 roku. 

## Dyskografia
- Brightblack Morning Light (2006)
- Motion to Rejoin (2008)